# ساليتيس
ساليتيس هو الملك الأول من الأسرة الخامسة عشر (الهكسوس) والذي بدأ حكمه حوالي 1648 ق م، تواريخ حكمه غير مؤكدة. وابتدأت في عهده سيطرة الهيكسوس على شمال مصر.